# 栗树营水库
栗树营水库是中国云南省大理白族自治州弥渡县境内的一座水库，位于昆雌河上，建于1971年。水库正常库容为1655万立方米，集雨面积为94平方千米，海拔为1764.22米。